# Carnevale di New Orleans

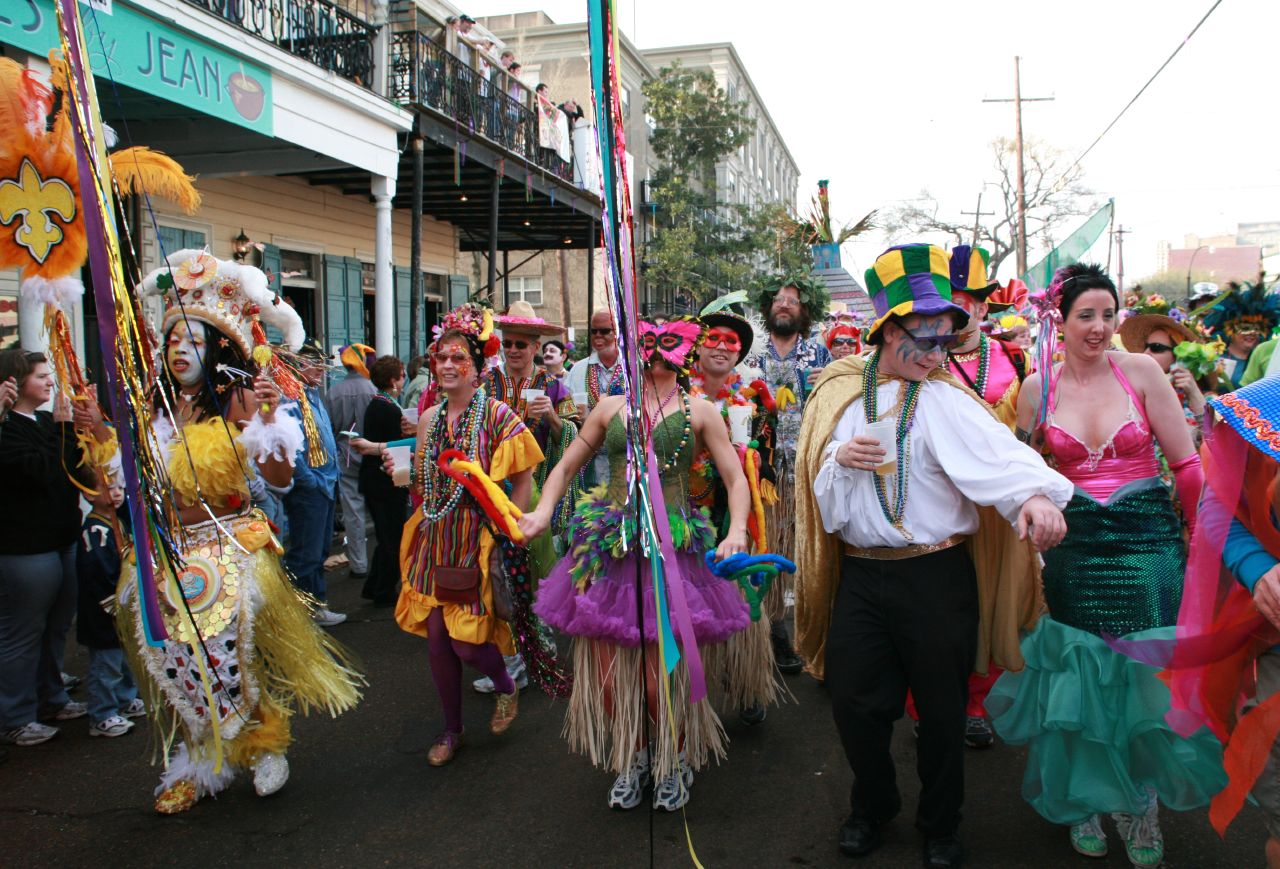
Sfilata in St. Charles Avenue nel 2007

Il Carnevale di New Orleans noto anche come Mardi Gras (martedì grasso) è l'annuale celebrazione del carnevale a New Orleans, Louisiana negli Stati Uniti.
La stagione del Carnevale di New Orleans, nella preparazione all'inizio della stagione della quaresima, inizia dopo l'Epifania (6 gennaio). Si tratta di una stagione di cortei, balli (alcuni dei quali mascherati), e ricevimenti. In passato è stata tradizionalmente parte della stagione invernale sociale; un tempo i ricevimenti per il debutto in società delle giovani donne venivano organizzati in questa stagione.
Le celebrazioni si concentrano in due settimane che precedono il martedì grasso (Mardi Gras in francese), il giorno prima del mercoledì delle ceneri. Di solito si svolge una grande parata ogni giorno (tempo permettendo); in molti giorni si svolgono diverse grandi parate. Le parate più grandi e complesse si svolgono gli ultimi cinque giorni della stagione. Nella settimana finale del Carnevale, molti eventi grandi e piccoli, si verificano in tutta New Orleans e nelle comunità circostanti. Le comunità vicine tengono anch'esse festeggiamenti del Carnevale.
Le sfilate di New Orleans sono organizzate dai Carnival krewe. Coloro che sfilano in corteo lanciano sulla folla strisce di carta colorata, coriandoli, fac-simile di monete da un dollaro in legno o in plastica con impresso il logo del krewe e piccoli giocattoli poco costosi. I principali krewe seguono, ogni anno, lo stesso calendario di sfilata lungo lo stesso percorso.
Mentre molti turisti concentrano la loro attività del Mardi Gras su Bourbon Street ed il Quartiere francese, nessuna delle principali parate del Mardi Gras entra ormai nel quartiere dal 1972 a causa delle sue strade strette e di ostacoli aerei. Invece, le grandi parate si svolgono nelle zone dei quartieri alti e Mid-City e seguono un percorso lungo San Charles Avenue e Canal Street, a monte del quartiere francese. Esporre parti del corpo, nel tentativo di catturare più coriandoli, non è visto di buon occhio dal dipartimento di polizia e può essere motivo di una multa o di arresto. Anche se vi è una tendenza crescente alla disinibizione, soprattutto da parte di giovani donne che mostrano i loro seni, a New Orleans in piccole piccole feste o in luoghi come Mobile (Alabama), questa pratica per lo più avviene solo intorno a Bourbon Street nel quartiere francese. Le vie della sfilata dei quartieri alti e Mid-City sono normalmente riservate alle famiglie e ai cittadini di tutte le età che vogliono semplicemente godersi la festa.
Per gli abitanti di New Orleans, "martedì grasso" si riferisce specificamente al martedì precedente all'inizio della quaresima, il momento clou della stagione. Il termine può essere utilizzato anche meno specificamente per indicare l'intera stagione di Carnevale, a volte "stagione Mardi Gras". Il termine "martedì grasso" o "Mardi Gras Day" si riferisce sempre e solo a quel giorno specifico.

## Storia

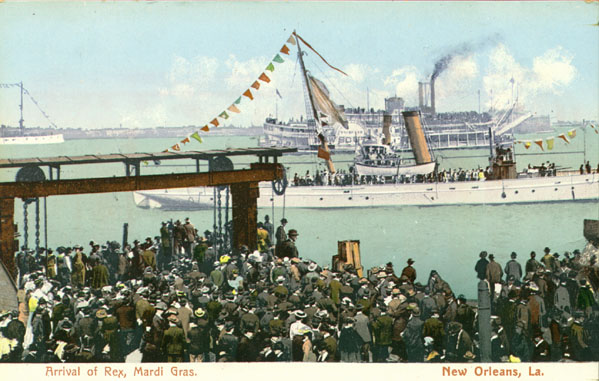
Arrivo del re, monarca del Mardi Gras, in una cartolina del XX secolo

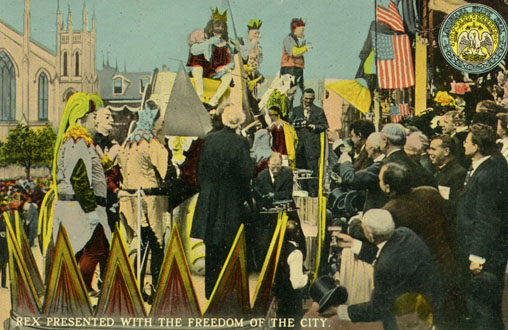
Il re del carnevale in una cartolina degli inizi del XX secolo

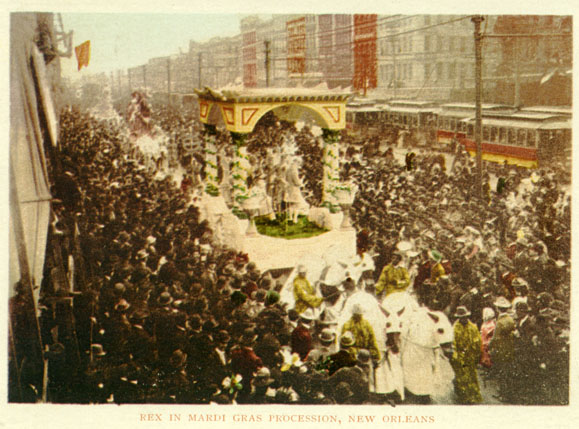
Il re in corteo lungo Canal Street; cartolina del 1900 circa

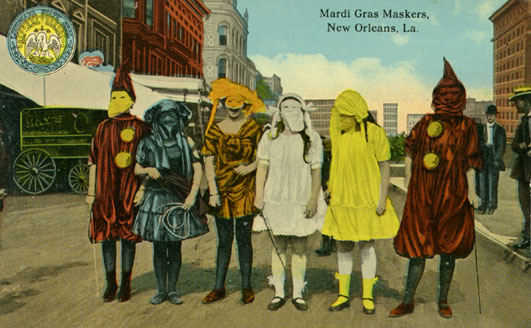
Maschere del Mardi Gras; circa 1915

Mardi Gras Day, New Orleans, circa 1907

La celebrazione del Mardi Gras venne importata in Louisiana dai primi coloni francesi. Il primo documento sulla festa, che si celebra in Louisiana, si riferisce ad una celebrazione svoltasi alla foce del Mississippi, in quello che ora è Plaquemines Parish, il 3 marzo 1699. Iberville, Bienville, ed i loro uomini lo celebrarono come parte del rispetto della pratica cattolica.
La data di inizio dei festeggiamenti a New Orleans è sconosciuta. Una testimonianza del 1743 rileva che l'usanza delle palle di Carnevale era già esistente e che cortei in maschera erano già presenti. Queste manifestazioni sono state più volte vietate dalla legge, ma sono poi state rapidamente reinserite ogni volta che tali eventi erano stati aboliti o la loro attuazione era andata scemando. Nel 1833 Bernard Xavier de Marigny de Mandeville, un ricco proprietario di una piantagione, di origine francese, raccolse fondi per finanziare una celebrazione ufficiale di Mardi Gras.
James R. Creecy nel suo libro Scenes in the South, and Other Miscellaneous Pieces descrisse i festeggiamenti del New Orleans Mardi Gras dell'anno 1835:
Il martedì grasso del 1857, il Mystick Krewe di Comus tenne la sua prima sfilata. Comus è la più antica organizzazione continuamente attiva nella preparazione del Mardi Gras, iniziatrice di una serie di continue tradizioni. È considerata la krewe organizzatrice del Carnevale in senso moderno. Secondo uno storico, "Comus era aggressivamente inglese nella sua celebrazione di ciò che a New Orleans era sempre stato considerato un festival francese. È difficile pensare ad un'affermazione più chiara su questa sfilata che era passata dai cittadini di lingua francese a quelli di lingua inglese... in una certa misura gli americani, americanizzarono New Orleans e i suoi creoli, e per altri versi New Orleans creolizzò gli americani. Da qui la meraviglia degli anglo-americani che si vantavano di aver costruito una versione più elaborata del vecchio Carnevale creolo con la potenza dei loro affari. L'iniziativa dell'organizzazione del Carnevale passò dai creoli agli americani così come avvenne per il potere politico ed economico nel corso del XIX secolo. Lo spettacolo del Carnevale creolo-americano, con gli americani che utilizzavano altre forme di Carnevale per competere con i creoli nelle sale da ballo e nelle strade, rappresentò la creazione di una nuova cultura a New Orleans, né interamente creola né interamente americana".
Nel 1875 la Louisiana dichiarò Mardi Gras come festa statale. Guerre, eventi economici, politici e meteorologici portarono talvolta alla cancellazione di alcune delle maggiori parate, specialmente nel corso della guerra di secessione, prima e seconda guerra mondiale, ma la città celebrò sempre il Carnevale.
Il 1972 fu l'ultimo anno in cui le grandi parate attraversarono le strette vie del quartiere francese; in seguito, carri più grandi, folla, e preoccupazioni per la sicurezza e norme antincendio portarono il governo della città a vietare i cortei nel Quartiere. Le grandi parate oggi costeggiano il quartiere francese, lungo Canal Street.
Nel 1979 il dipartimento di polizia di New Orleans scese in sciopero. Le parate ufficiali vennero annullate o spostate in comunità circostanti, come ad esempio Jefferson Parish e questa scelta causò una decurtazione significativa del numero dei turisti rispetto al solito. La gente in maschera, in costume e le celebrazioni continuarono comunque, sotto il controllo della Guardia nazionale. La Guardia impedì i crimini contro persone e beni, ma non fece alcun tentativo di far rispettare le leggi che regolano la morale o l'uso di droghe; per queste ragioni, alcuni abitanti del quartiere francese considerano il carnevale 1979 come il miglior Mardi Gras della città in assoluto.
Nel 1991 il Consiglio della città di New Orleans approvò un decreto che chiedeva alle organizzazioni sociali, tra cui Mardi Gras Krewe, di certificare pubblicamente di non discriminare sulla base della razza, religione, sesso o orientamento sessuale, per ottenere i permessi per l'organizzazione delle parate e di altre licenze pubbliche. In effetti, l'ordinanza richiedeva a questi organismi e ad altri gruppi sociali, di abbandonare il loro tradizionale codice di segretezza e di identificare i loro membri presso la Commissione Relazioni umane della città. In segno di protesta, i krewe Comus e Momus del XIX secolo non parteciparono alle sfilate. Proteus ha organizzò la parata nel Carnevale 1992, ma poi sospese le sue sfilata per un certo tempo, tornando a parteciparvi nel 2000.
Due corti federali in seguito dichiararono che l'ordinanza era stata incostituzionale e che aveva violato il primo emendamento sui diritti della libera associazione, ed era stata un'intrusione ingiustificata nella vita privata dei gruppi oggetto del decreto. La Suprema Corte degli Stati Uniti rifiutò di trattare l'appello della città.
Oggi, molti krewe operano nell'ambito di una struttura aziendale, l'adesione è aperta a tutti coloro che pagano le quote, e ogni membro può avere un posto su un carro da parata. Al contrario, i krewe più antichi (molti sono costituiti esclusivamente da maschi) sono costituiti da gruppi sociali appartenenti alla classe alta costituendo gruppi esclusivi. L'appartenenza a questi gruppi viene offerta solo dopo che il gruppo ha già deciso che l'individuo si qualifica per partecipare al Krewe. Essi hanno usato la struttura delle sfilate e dei balli per estendere le tradizioni nei loro circoli sociali alla stagione delle debuttanti.
La devastazione causata dall'uragano Katrina alla fine del 2005 ha portato alcune persone a mettere in discussione il futuro delle celebrazioni del Mardi Gras. Il sindaco Nagin, che era in procinto di essere rieletto all'inizio del 2006, ha cercato di giocare su questo sentimento il vantaggio elettorale. Tuttavia, l'economia del Carnevale erano, e sono, troppo importanti per la rinascita della città.
Il governo della città, sostanzialmente in bancarotta dopo l'uragano Katrina, ha spinto per una celebrazione in scala ridotta per limitare le tensioni sui servizi della città. Tuttavia, molti krewe insistettero sul fatto che volevano e sarebbero stati pronti a sfilare, in modo che negoziati tra i leader krewe e i funzionari della città hanno raggiunto un compromesso. La manifestazione è stata ridimensionata ma meno severamente di quanto originariamente proposto.

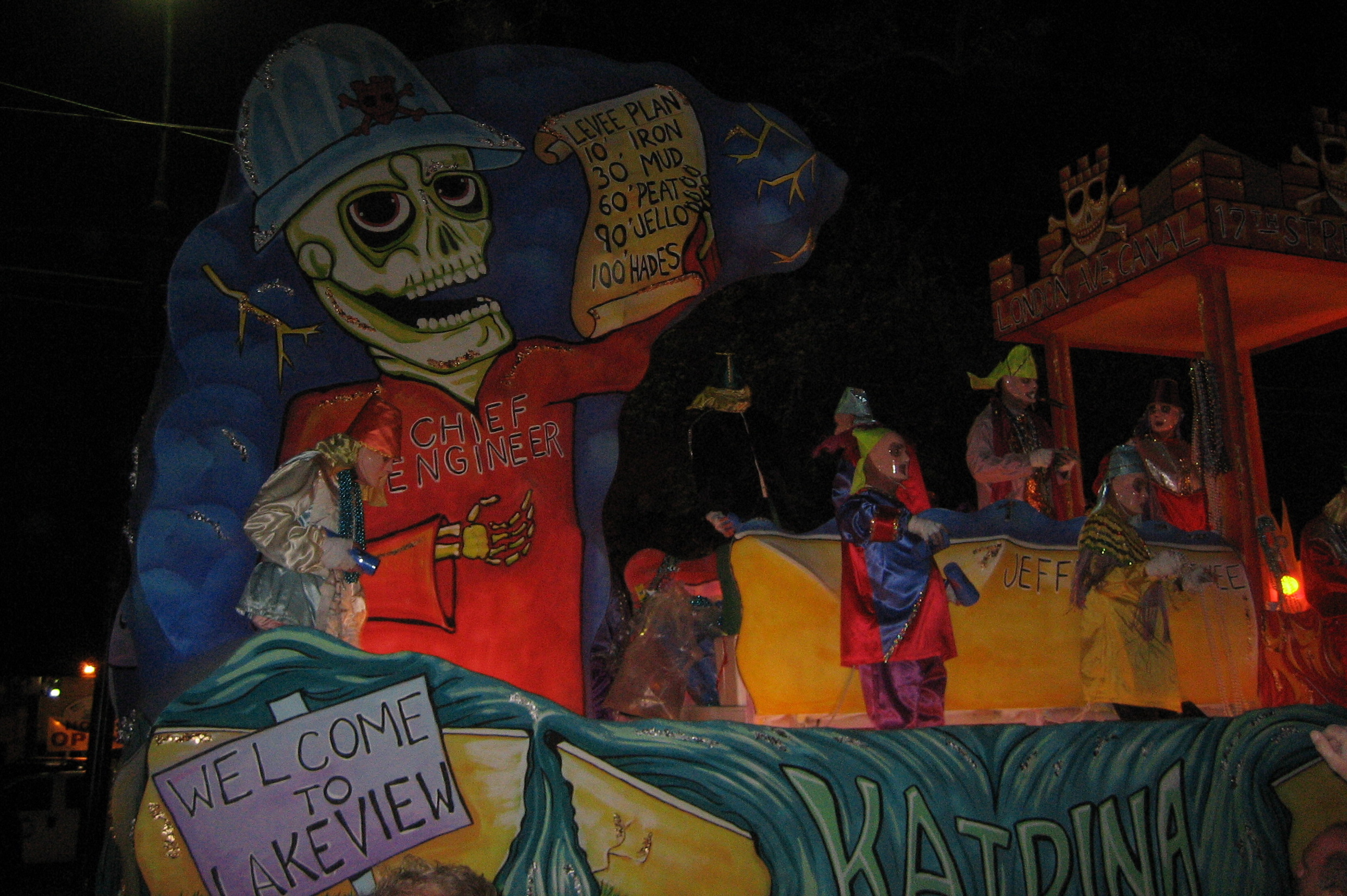
Parata 2006: Carro allegorico satirico sui Cavalieri del Caos - U.S. Army Corps of Engineers, responsabili dei mancati soccorsi dopo l'uragano Katrina a New Orleans

Il carnevale di New Orleans del 2006 vide lo svolgimento della sfilata della Krewe du Vieux sul percorso tradizionale tra Marigny e il quartiere francese in data 11 febbraio, due sabato prima di Mardi Gras. Ci furono diverse sfilate sabato 18 febbraio e domenica 19, una settimana prima del Mardi Gras. Le sfilate si susseguirono quotidianamente da giovedì notte fino Mardi Gras Day. Oltre che Krewe du Vieux e due parate della Westbank passate per Algiers, tutte le sfilate vennero limitate a Saint Charles Avenue, Uptown e Canal Street, sezione della città che sfuggì a significative inondazioni. Alcuni krewes chiesero, senza successo, di sfilare sul loro tradizionale percorso a Mid-City, nonostante i gravi danni subiti da quel quartiere a seguito delle inondazioni.
Le autorità cittadine posero delle restrizioni sulla lunghezza delle parate e la loro protrazione nel tempo. Le truppe della Guardia nazionale vennero impiegate per il controllo della folla, per la prima volta dopo il 1979, assieme a quelle dello Stato della Louisiana. Molti carri erano stati parzialmente sommersi dalle acque alluvionali per alcune settimane. Mentre alcuni krewe ripararono e rimossero tutte le tracce di questi effetti, altri mantennero i segni delle inondazioni e altri danni nell'estetica dei carri allegorici.
La maggior parte della gente del posto che lavorava sui galleggianti fu significativamente danneggiata dagli effetti della tempesta. Molti avevano perso la maggior parte o tutti i loro averi, ma l'entusiasmo per il Carnevale era ancora più intenso come affermazione di vita. I temi di molti costumi e carri esprimevano una satira più pungente del solito, sottolineando le tribolazioni della vita nella città devastata.
Dalla stagione 2009, la parata della Krewe of Endymion tornò sul percorso Mid-City e le altre Krewe espansero le loro parate alla Uptown.

## Colori tradizionali
| Significato dei colori | Significato dei colori |
| ---------------------- | ---------------------- |
|                        | Giustizia (porpora)    |
|                        | Potere (oro)           |
|                        | Fede (verde)           |

I colori tradizionali del Mardi Gras sono porpora, verde e oro. Si dice siano stati scelti dal Grand Duca Alexis Alexandrovitch Romanoff di Russia durante la visita a New Orleans del 1872. Questa scelta venne riaffermata nel 1892, quando la parata del Re fu dedicata al "Simbolismo dei colori" dando ad essi un proprio significato.